# Uduba ibonia
Uduba ibonia is een spinnensoort uit de familie Udubidae. De soort komt voor in Madagaskar.